# وریسکور
وریسکور (به فرانسوی: Variscourt) یک کمون در فرانسه است که در پیکاردی واقع شده‌است.

## خصوصیات
وریسکور ۵٫۵۶ کیلومترمربع مساحت و ۲۰۴ نفر جمعیت دارد و ۳۸ متر بالاتر از سطح دریا واقع شده‌است.